# (353) Ruperto-Carola
(353) Ruperto-Carola – planetoida z pasa głównego asteroid okrążająca Słońce w ciągu 4 lat i 189 dni w średniej odległości 2,73 j.a. Została odkryta 16 stycznia 1893 roku w Landessternwarte Heidelberg-Königstuhl w Heidelbergu przez Maxa Wolfa. Nazwa planetoidy pochodzi od Uniwersytetu Ruprechta-Karola w Heidelbergu. Przed jej nadaniem planetoida nosiła oznaczenie tymczasowe (353) 1893 F.